# Hans-Joachim Kühn
Hans-Joachim Kühn (Völklingen, Sarre.1958) es un historiador y bizantinista alemán.

## Biografía
Hans-Joachim Kühn proviene de una familia del Sarre-Palatinado. Después de graduarse de la escuela secundaria en 1977, estudió historia y filología clásica en las universidades del Sarre y Tubinga . Después de completar su doctorado en historia, trabajó como archivero de la ciudad en Püttlingen de 1985 a 1988 y luego de 1989 a 1999 como asesor de museos para los museos no estatales en el Sarre como el Saarlandmuseum. Ha trabajado como profesor de historia regional en la Universidad del Sarre desde 2001 y como empleado de la cátedra de historia medieval de 2010 a 2012.
Actualmente, Kühn está casado y tiene tres hijos.

## Publicaciones
- Kühn, Hans-Joachim (2015). Landesherrliche Finanzen und Finanzverwaltung im Spätmittelalter. Die Rechnungen der Kellerei Kirkel im Herzogtum Pfalz-Zweibrücken (1434/35–1503/04). Volumen 47. Comisión de Historia del Estado del Sarre.[2]
- Kühn, Hans-Joachim (2012). Quellen zum landesherrlichen Rechnungswesen an Saar, Mosel und Rhein, enː Historische Blicke auf das Land an der Saar. 60 Jahre Kommission für Saarländische Landesgeschichte und Volksforschung. Págs. 125-146. Editado por Brigitte Kasten.[2]
- Kühn, Hans-Joachim (2012). Bauunterhaltung und Ausbau hinterpfälzischer Burgen im Spiegel spätmittelalterlicher Rechnungen, en: Kaiserslauterer Jahrbuch für pfälzische Geschichte und Volkskunde. Volumen 12, páginas 153-164. Editado por Barbara Schuttpelz y Roland Paul.[3]
- Kühn, Hans-Joachim (2010). Byzantinische Stadtbefestigungen, en: Vmbringt mit starcken turnen, murn, Ortsbefestigungen im Mittelalter, suplementos de Mediaevistik. Volumen 15, páginas 393-410. Editado por Olaf Wagener.[2]
- Kühn, Hans-Joachim editor (2009). Die Geschichte der Burg in Püttlingen nach archivalischen Quellen. Contribuciones al 1.º Simposio del Castillo de Saarland, el 31 de marzo de 2007 en Saarbrücken. Págs. 67-83.[3]
- Kühn, Hans-Joachim (2007). Freiheit, Brot, Gerechtigkeit! [¡Libertad, pan, justicia!]  El movimiento obrero en el Sarre, catálogo de la exposición de la Stiftung Demokratie Saarland.[3]
- Kühn, Hans-Joachim (2005). Wann eine Kuh nicht stieren will ... [Cuando una vaca no quiere morir de hambre...] Kräutermedizin und Volksmagie in einem bäuerlichen Haushalt um 1800.[3]
- Kühn, Hans-Joachim (2004). Franz von Sickingen an Saar, Mosel und Maas, publicado por Museum St. Wendel, der Stiftung Dr. Walter Bruch und vom Stadtarchiv St. Wendel.[3]